# Youl Mawéné
Youl Alidor Mawéné (Caen, 16 luglio 1979) è un preparatore atletico ed ex calciatore francese, di ruolo difensore.